# Liv Grete Skjelbreid
Liv Grete Skjelbreid (Fusa, Noruega, 7 de juliol del 1974) coneguda també pel seu nom de casada Liv Grete Poirée és una exbiatleta retirada l'any 2006. Del seu palmarès destaquen les dues medalles de plata als Jocs Olímpics d'Hivern de 2002 en les categories de 15 km individual i 4x7,5 km relleus, així com la medalla de bronze als Jocs Olímpics d'Hivern de 1998 en la categoria de 4x7,5 km relleus.
Estigué casada amb el també exbiatleta Raphaël Poirée des de l'any 2000 fins al 2013 i és germana de la també exbiatleta Ann-Elen Skjelbreid.